# Neocricus foederatus
Neocricus foederatus är en mångfotingart som beskrevs av Chamberlin 1941. Neocricus foederatus ingår i släktet Neocricus och familjen Rhinocricidae. Inga underarter finns listade i Catalogue of Life.